# Cantone di Sauzé-Vaussais
Il Cantone di Sauzé-Vaussais era una divisione amministrativa dell'arrondissement di Niort.
A seguito della riforma approvata con decreto del 18 febbraio 2014, che ha avuto attuazione dopo le elezioni dipartimentali del 2015, è stato soppresso.

## Composizione
Comprendeva i comuni di:
- Caunay
- La Chapelle-Pouilloux
- Clussais-la-Pommeraie
- Les Alleuds
- Limalonges
- Lorigné
- Mairé-Levescault
- Melleran
- Montalembert
- Pers
- Pliboux
- Sauzé-Vaussais